# Maerua brunnescens
Maerua brunnescens är en kaprisväxtart som beskrevs av Hiram Wild. Maerua brunnescens ingår i släktet Maerua och familjen kaprisväxter. Inga underarter finns listade i Catalogue of Life.